# Eburodacrys rufispinis
Eburodacrys rufispinis là một loài bọ cánh cứng trong họ Cerambycidae.